# Plakala
Plakala (in ucraino Плакала?) è un singolo del gruppo musicale ucraino Kazka, pubblicato il 27 aprile 2018 come quarto estratto dal primo album in studio Karma.
È divenuta una delle più grandi hit in ucraino ed è stata riconosciuta con lo YUNA alla miglior canzone.

## Video musicale
Il video, diretto da Katja Carik, è stato reso disponibile il 25 settembre 2018. È diventata la clip in lingua ucraina con più visualizzazioni su YouTube, con oltre 400 milioni di riproduzioni.

## Tracce
Testi di Andrij Ihatčenko e Serhij Jermolajev, musiche di Serhij Lokšin.
Download digitale, streaming – 1ª versione
1. Plakala – 3:44

Download digitale, streaming – Pasha Trimbeater Remix
1. Plakala (Pasha Trimbeater Remix) – 3:34

Download digitale, streaming – 2ª versione
1. Cry – 3:44

Download digitale, streaming – R3hab Remix
1. Plakala (R3hab Remix) – 2:22
2. Plakala (R3hab Remix) (Long Radio Version) – 3:24
3. Plakala (R3hab Remix) (Extended Version) – 3:18

## Classifiche

### Classifiche settimanali
| Classifica (2018-24) | Posizione massima |
| -------------------- | ----------------- |
| Bulgaria             | 1                 |
| Estonia              | 28                |
| Grecia               | 43                |
| Lettonia             | 6                 |
| Moldavia             | 73                |
| Romania              | 4                 |
| Russia               | 1                 |
| Ucraina              | 1                 |

### Classifiche di fine anno
| Classifica (2018) | Posizione |
| ----------------- | --------- |
| Russia            | 54        |
| Ucraina           | 2         |
| Classifica (2019) | Posizione |
| Russia            | 55        |
| Ucraina           | 3         |
| Classifica (2020) | Posizione |
| Ucraina           | 31        |
| Classifica (2021) | Posizione |
| Ucraina           | 83        |
| Classifica (2022) | Posizione |
| Ucraina           | 88        |
| Classifica (2023) | Posizione |
| Ucraina           | 83        |
| Classifica (2024) | Posizione |
| Moldavia          | 112       |
| Ucraina           | 105       |

### Classifiche di fine decennio
| Classifica (2010-19) | Posizione |
| -------------------- | --------- |
| Ucraina              | 3         |
| Classifica (2020-29) | Posizione |
| Moldavia             | 21        |
| Ucraina              | 24        |